# Aloe pictifolia
Aloe pictifolia ist eine Pflanzenart der Gattung der Aloen in der Unterfamilie der Affodillgewächse (Asphodeloideae). Das Artepitheton pictifolia leitet sich von den lateinischen Worten pictus für ‚bunt‘ sowie -folius für ‚beblättert‘ ab und verweist kleinen Flecken auf den Blättern der Art.

## Beschreibung

### Vegetative Merkmale
Aloe pictifolia wächst stammbildend und ist von der Basis aus verzweigt. Die Triebe erreicht eine Länge von bis zu 12 Zentimeter und sind mit toten Blättern bedeckt. Die lanzettlich spitz zulaufenden Laubblätter bilden eine Rosette. Die glauke Blattspreite ist 12 bis 15 Zentimeter lang und 1 bis 2,5 Zentimeter breit. Sie ist mit zahlreichen weißen Flecken besetzt. Auf der Blattunterseite befinden sich zur Spitze hin entlang eines Kiels Stacheln. Die stechenden, rotbraunen Zähne am Blattrand sind 1 Millimeter lang und stehen 4 bis 5 Millimeter voneinander entfernt.

### Blütenstände und Blüten
Der einfache Blütenstand erreicht eine Länge von 20 Zentimeter. Die ziemlich dichten, zylindrisch spitz zulaufenden Trauben sind 14 bis 17 Zentimeter lang und 3,5 bis 4 Zentimeter breit. Die eiförmig-spitzen Brakteen weisen eine Länge von etwa 10 Millimeter auf und 3,5 bis 4 Millimeter breit. Die scharlachroten Blüten sind an ihrer Mündung grünlich und stehen an 11 bis 12 Millimeter langen Blütenstielen. Sie sind 15 bis 16 Millimeter lang und an ihrer Basis gerundet. Auf Höhe des Fruchtknotens weisen die Blüten einen Durchmesser von 3 bis 4 Millimeter auf. Darüber sind sie zur Mündung leicht verengt. Ihre äußeren Perigonblätter sind nicht miteinander verwachsen. Die Staubblätter ragen 1 bis 2 Millimeter und der Griffel ragt 2 Millimeter aus der Blüte heraus.

## Systematik und Verbreitung
Aloe pictifolia ist in der südafrikanischen Provinz Ostkap westlich von Patensie auf dem Kouga Damm verbreitet. 
Die Erstbeschreibung durch David Spencer Hardy wurde 1976 veröffentlicht.

## Nachweise